# Elden (Nederland)
Elden is een Nederlands dorp en voormalige gemeente in de Nederlandse provincie Gelderland. Na de bouw en groei van de omliggende wijken is Elden een deel van Arnhem-Zuid geworden. De oude dorpskern en de bijzondere ligging zijn echter gehandhaafd. Elden ligt ingesloten tussen de Arnhemse wijken De Laar, Elderveld, het bedrijventerrein Overmaat en GelreDome.

## Geschiedenis

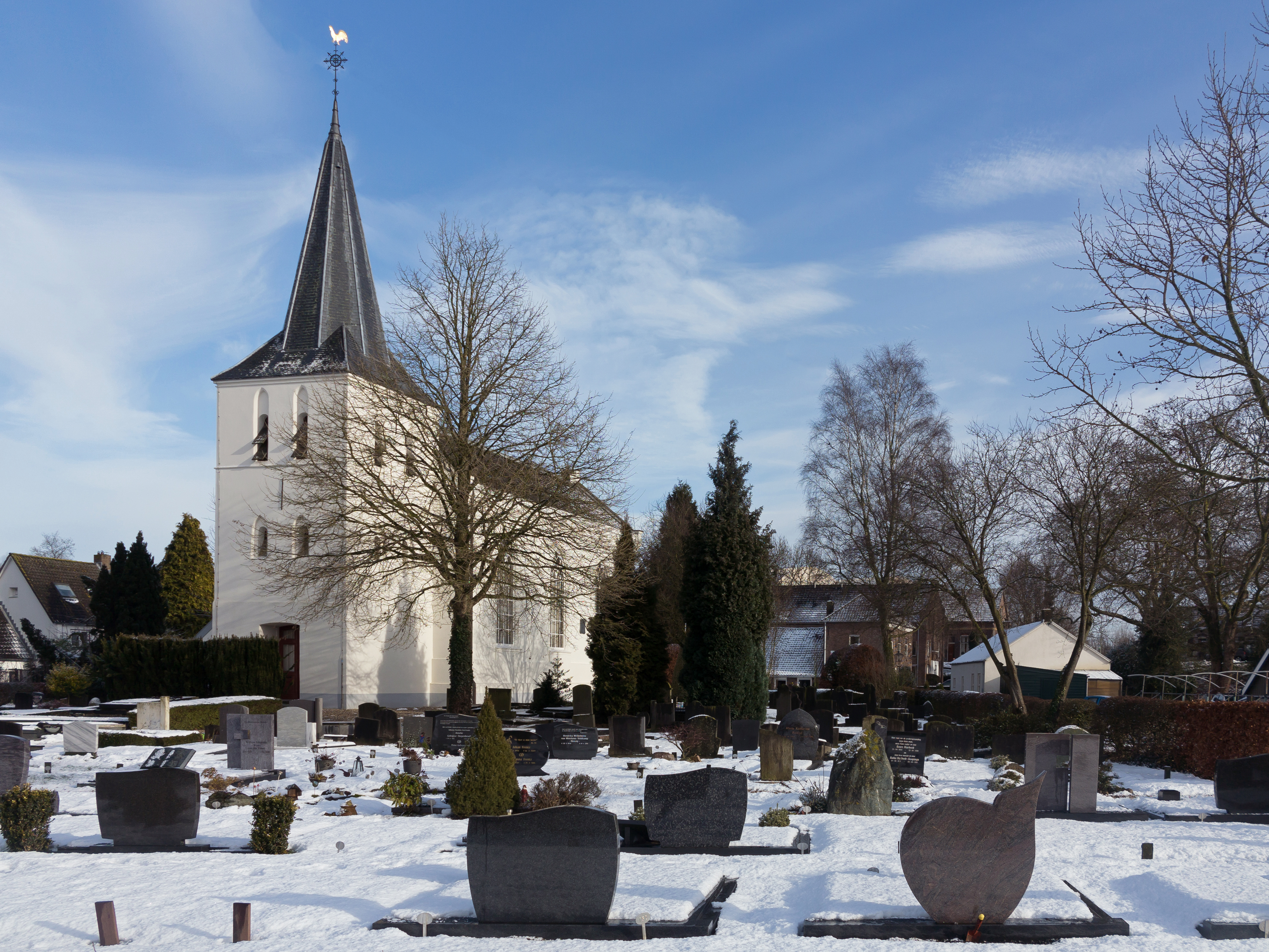
Bonifatiuskerk (1866)

De herkomst van de naam Elden is onduidelijk. Het werd voor het eerst als Elti genoemd in 855 als bezit van klooster Werden bij Essen. Vermoedelijk werd de Eldense polder al eerder bewoond en gebruikt. In de Bronstijd liep de handelsroute tussen Engeland/Ierland en Oost-Europa waarschijnlijk door dit gebied. Ook is bekend dat de Romeinen een castellum hadden in Meinerswijk.
Tussen 1316 en 1322 kreeg de plaatselijke kapel de status van kerk, waarmee Elden een zelfstandige parochie werd. Het kerkgebouw werd daarna vergroot met een gotisch koor. De eerste bekende Eldense bebouwing is de Bonifatiuskerk, die nog steeds deel uitmaakt van het oude dorpsgezicht. De beschrijving van dit gebouw is aangetroffen in een oorkonde uit 1491. Na de Middeleeuwen stagneerde de groei van de plaats.
In de napoleontische tijd werd Elden ingedeeld bij Huissen. Op 17 december 1813 werd Elden losgemaakt van Huissen en een zelfstandige gemeente. Al snel ging Elden op 1 januari 1818 op in de gemeente Elst om vervolgens in 1966 door de gemeente Arnhem geannexeerd te worden. In het gebied van de voormalige dorpspolder Elden zijn de Arnhemse wijken Appelgaard, De Laar, Elderveld en Rijkerswoerd gebouwd.
Van 1908 tot 1920 was Elden een stopplaats aan de tramlijn van Arnhem naar Lent.

## Voorzieningen
Het centrum van het dorp wordt gevormd door De Brink. Verder beschikt het dorp over twee basisscholen, twee kerken, een dorpshuis, een dienstencentrum voor ouderen, enkele woon-zorgcomplexen en enkele (medische) zorgvoorzieningen. Aan de westkant van Elden liggen meerdere sportvoorzieningen met onder meer Voetbalvereniging Eldenia en een tennisvereniging.
Sinds april 2016 is voor de duur van minimaal vijf jaar een azc van het COA gevestigd in het gebouw van het voormalige verpleeghuis 'Elderhoeve'. Ten zuiden van Elden ligt het kantorenpark De Gelderse Poort met daarin het woon-zorgcomplex 'Eldenstaete'.

## Bezienswaardigheden
In Elden liggen 15 gemeentelijke monumenten en 3 rijksmonumenten. De Oosterse plataan uit 1775-1785 aan de Huissensedijk, nabij de Bonifatiuskerk is door de Bomenstichting aangewezen als een van de 15 meest bijzondere bomen van Gelderland.

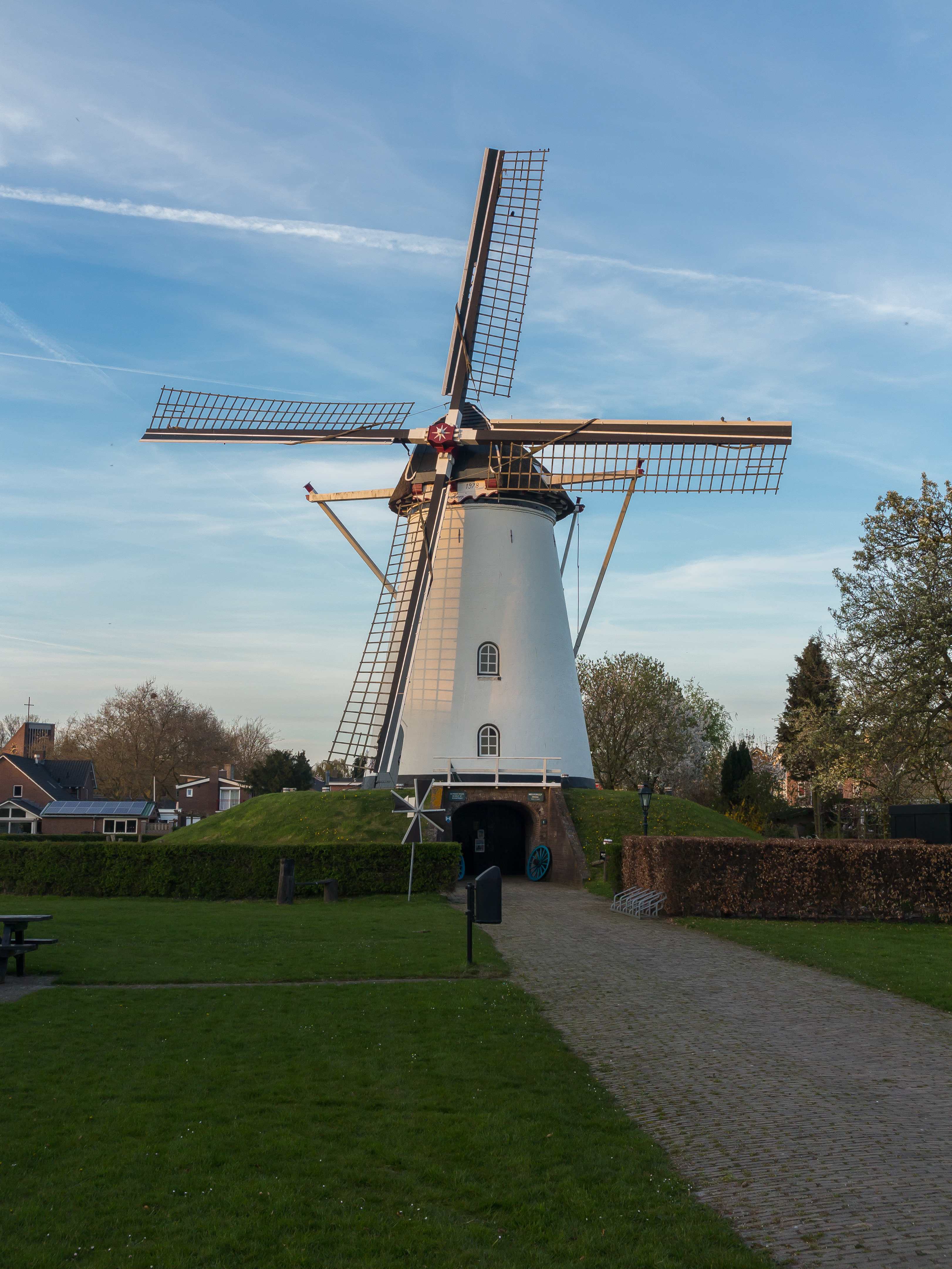
Molen de Hoop (1846) rijksmonumentnr. 8387
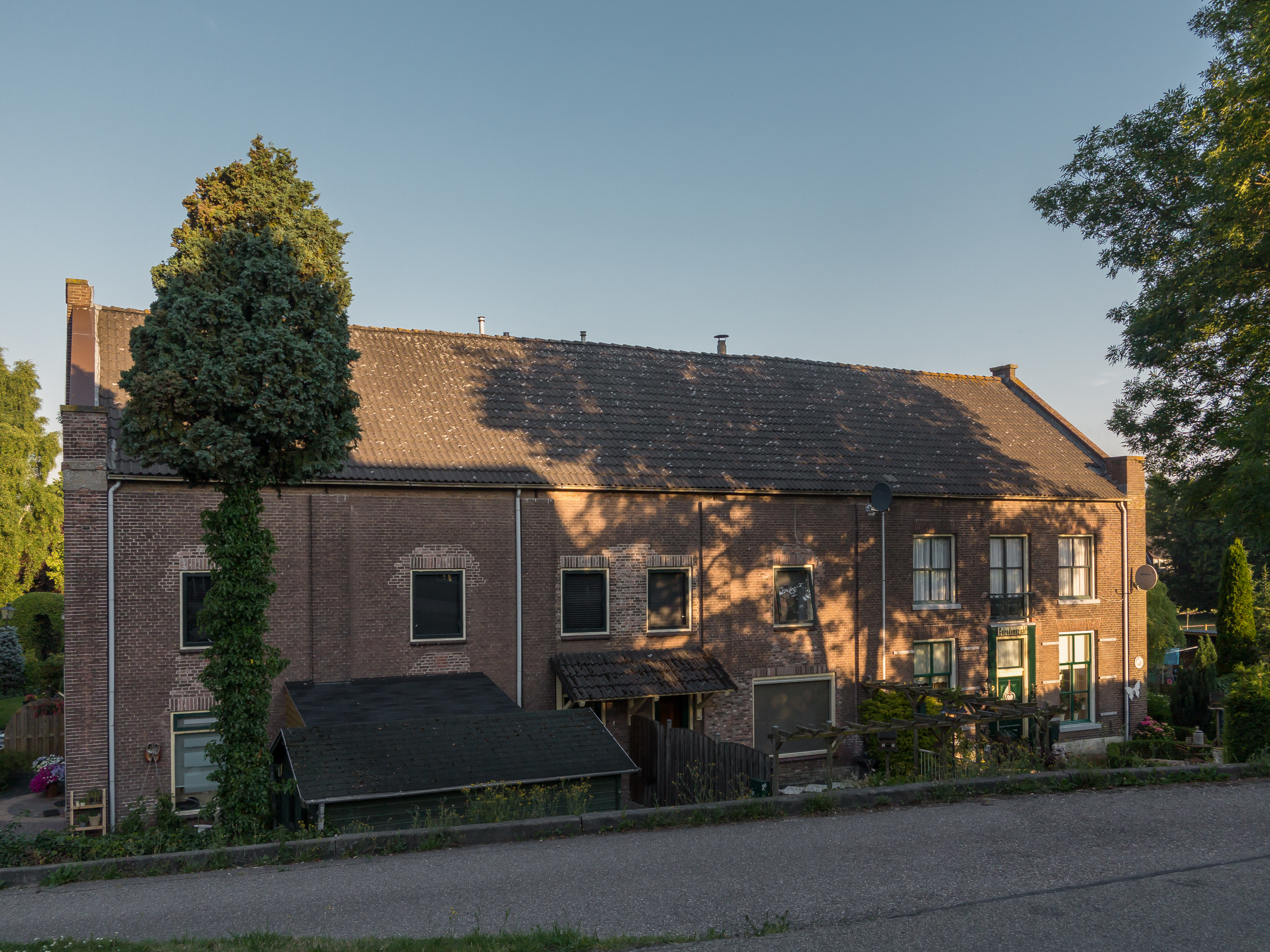
Gemeentelijk monument - Waterstaatskerk (voormalige Rooms-katholieke kerk, 1836)
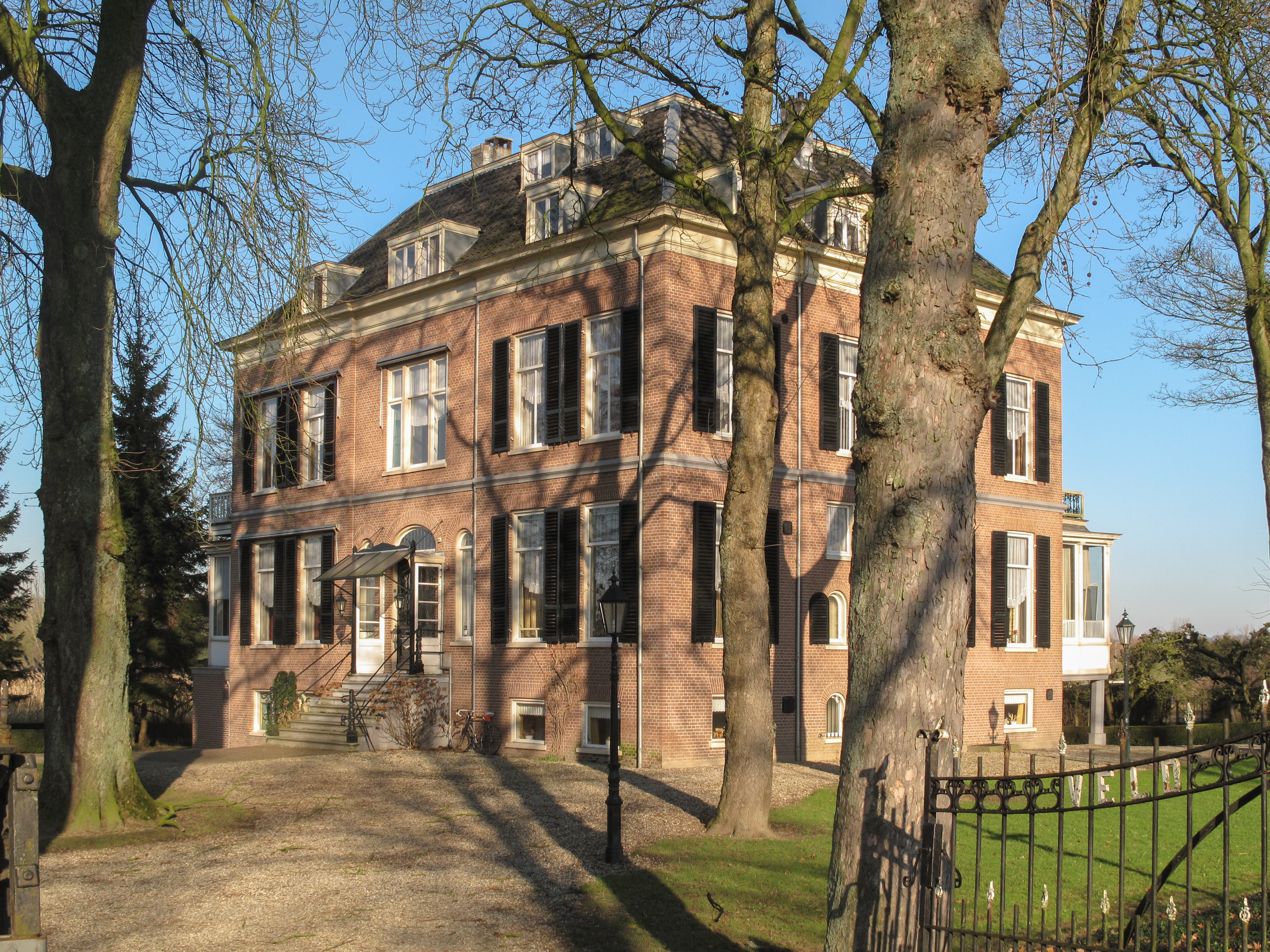
Gemeentelijk monument - Huize Oosterveld (1886)
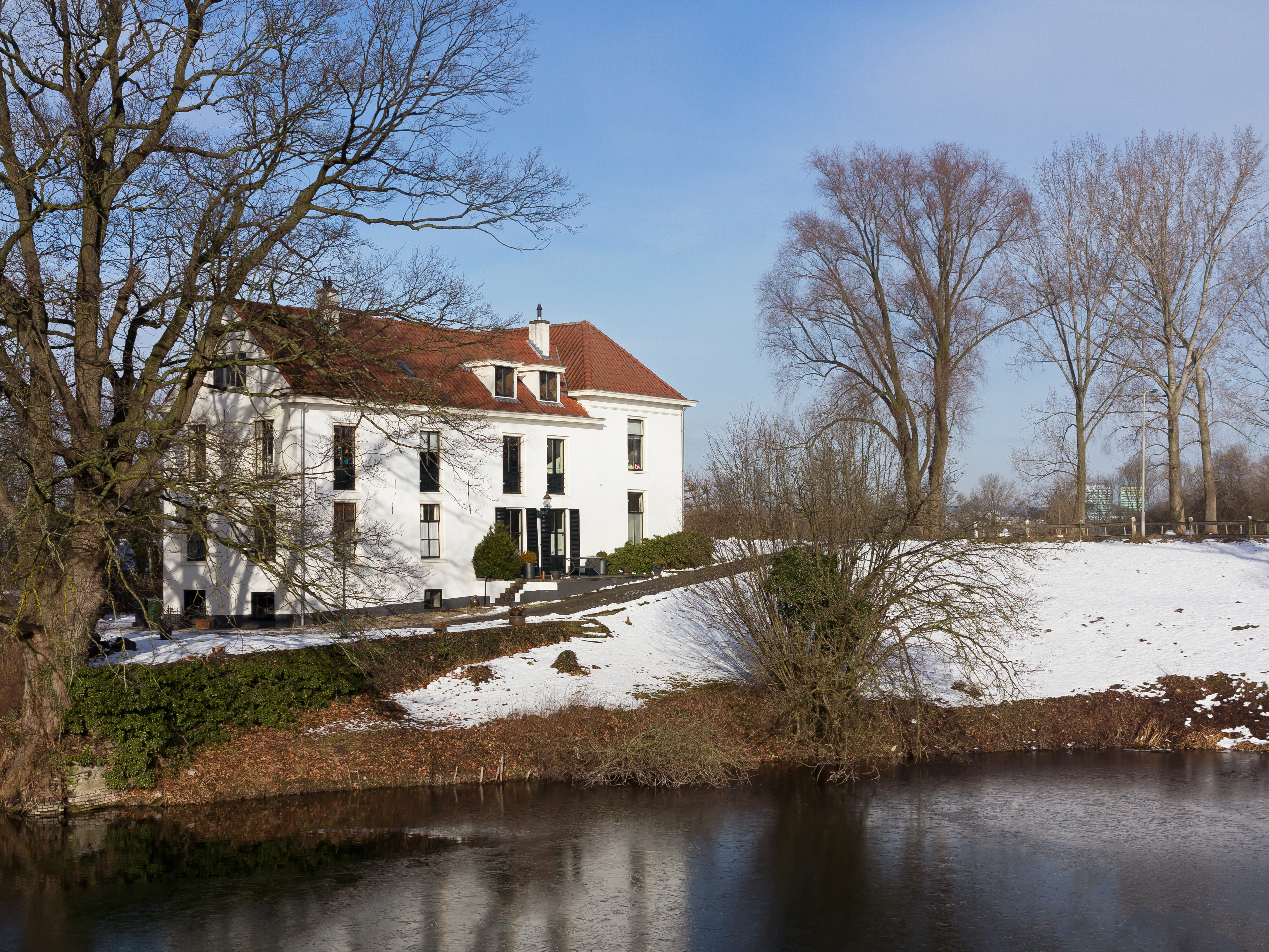
Gemeentelijk monument - Huize Voorburg (1740) aan de Drielsedijk
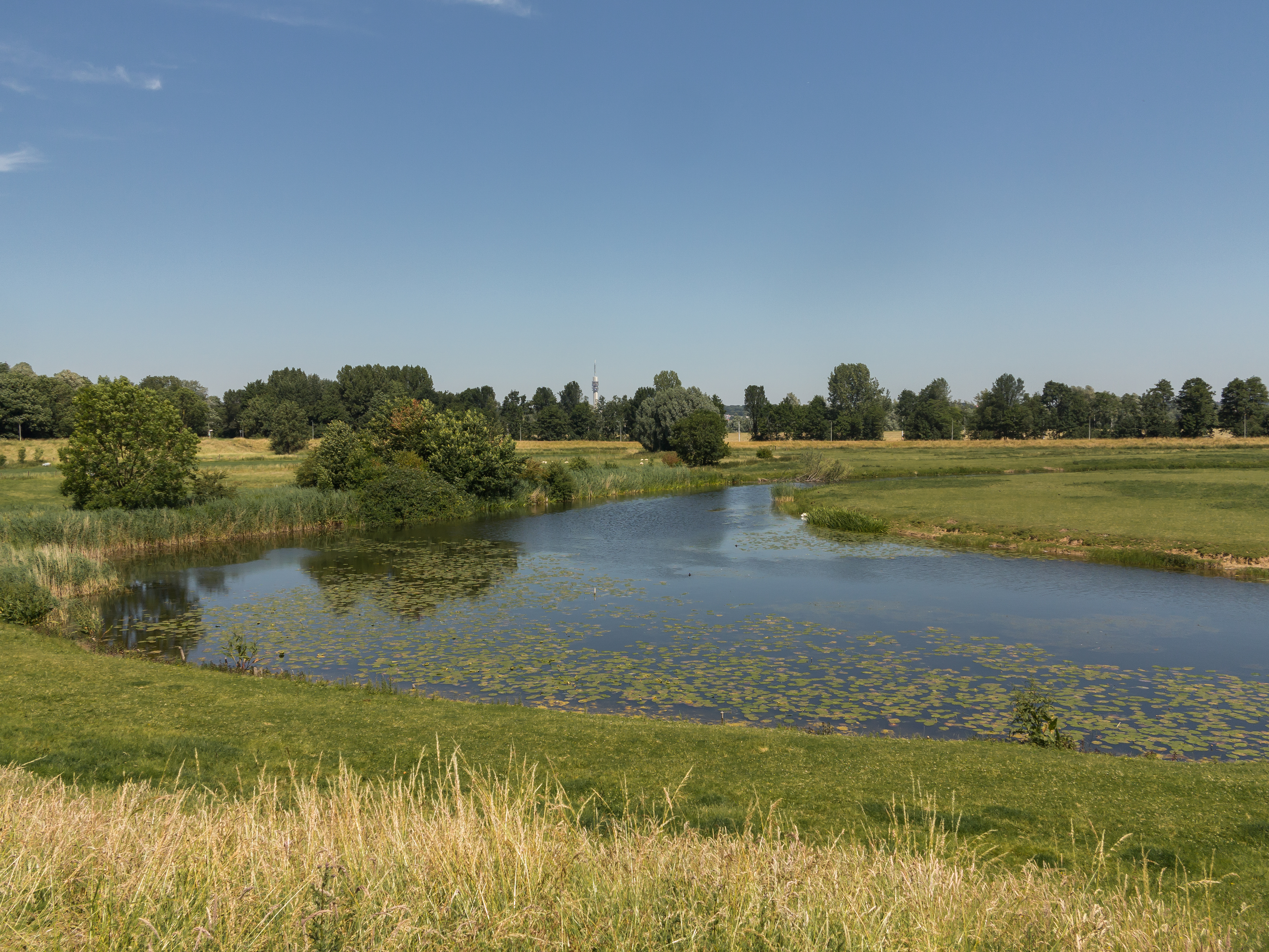
Gemeentelijk monument - Verdedigingsgracht, 't Hoefijzer (restant van 19de-eeuws fort)
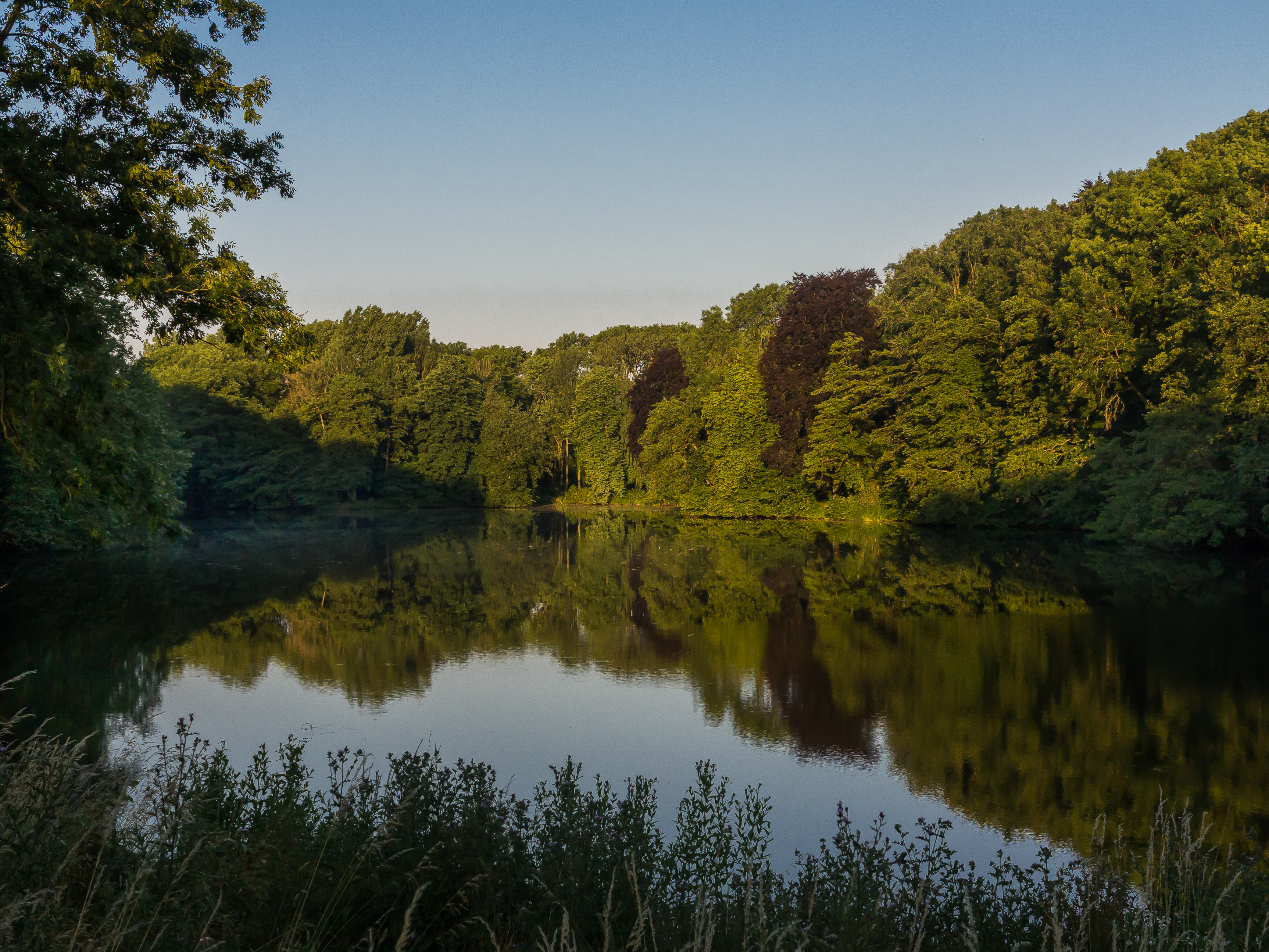
Gemeentelijk monumentPark Westerveld, voormalig landgoed met het Perenlaantje
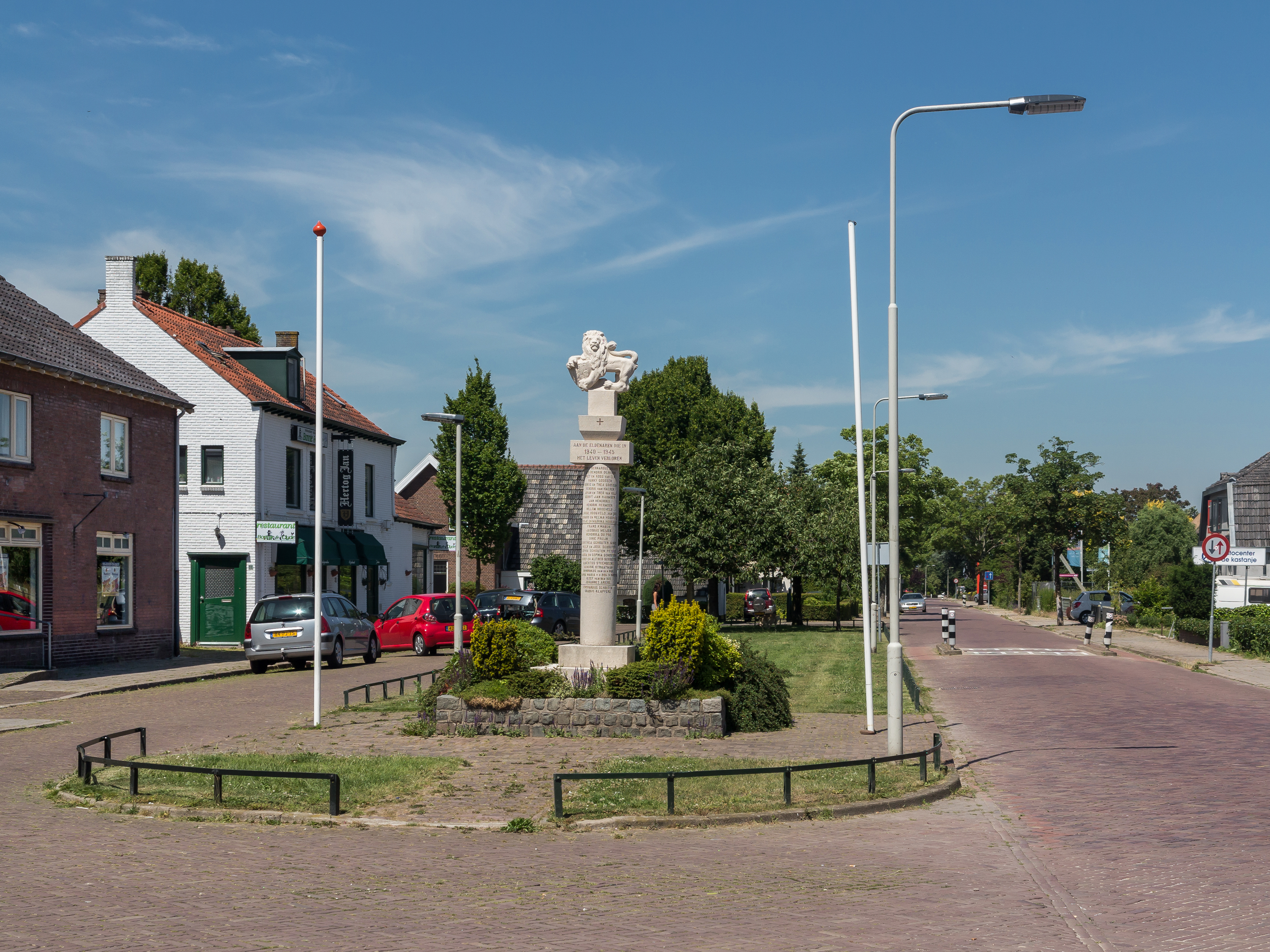
Gedenkteken 1940-1945, oorlogsmonument van Albert Termote aan de Klapstraat.
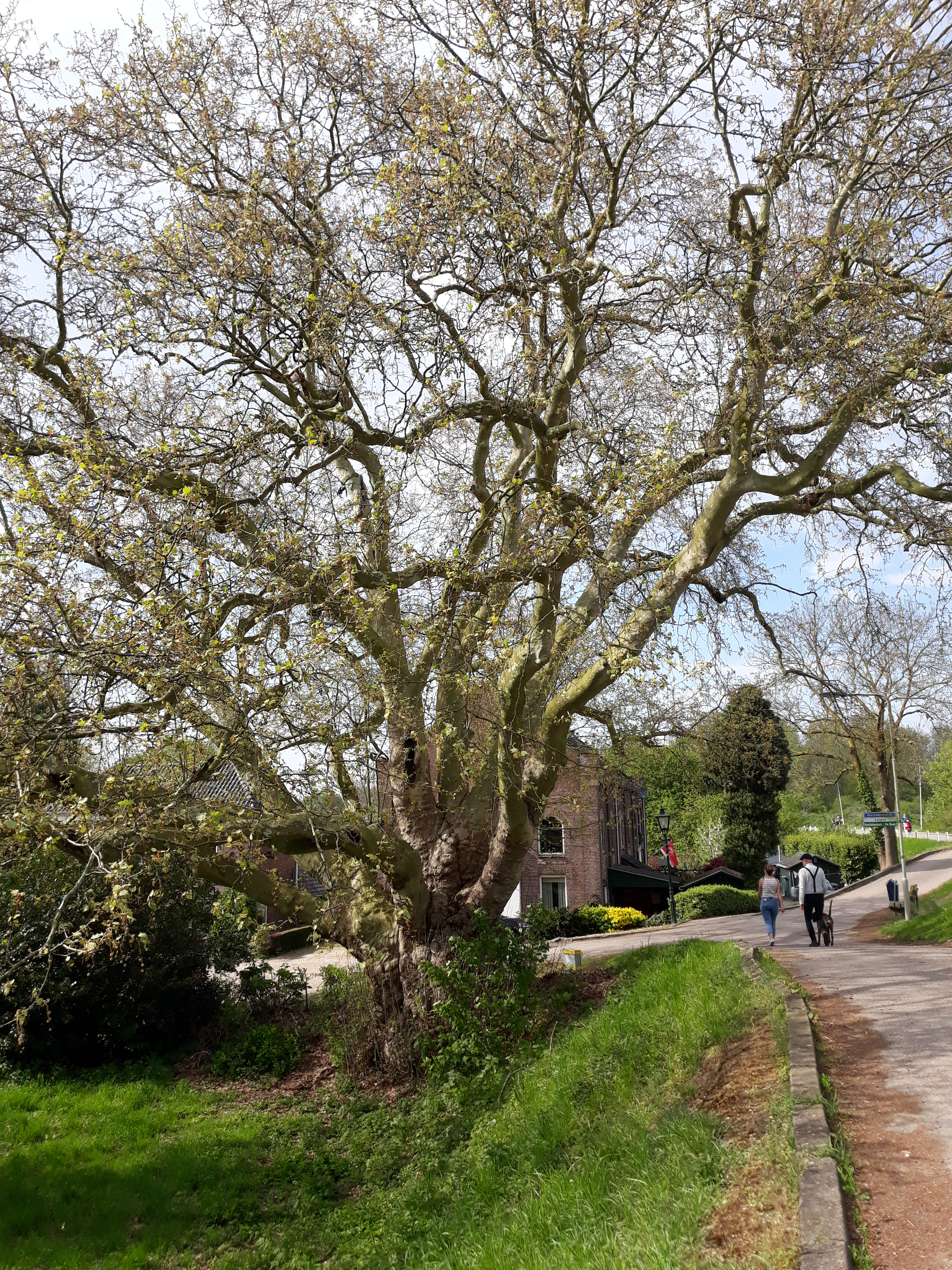
Oosterse plataan van Elden (plantjaar 1775-1785)

## Verenigingen en activiteiten

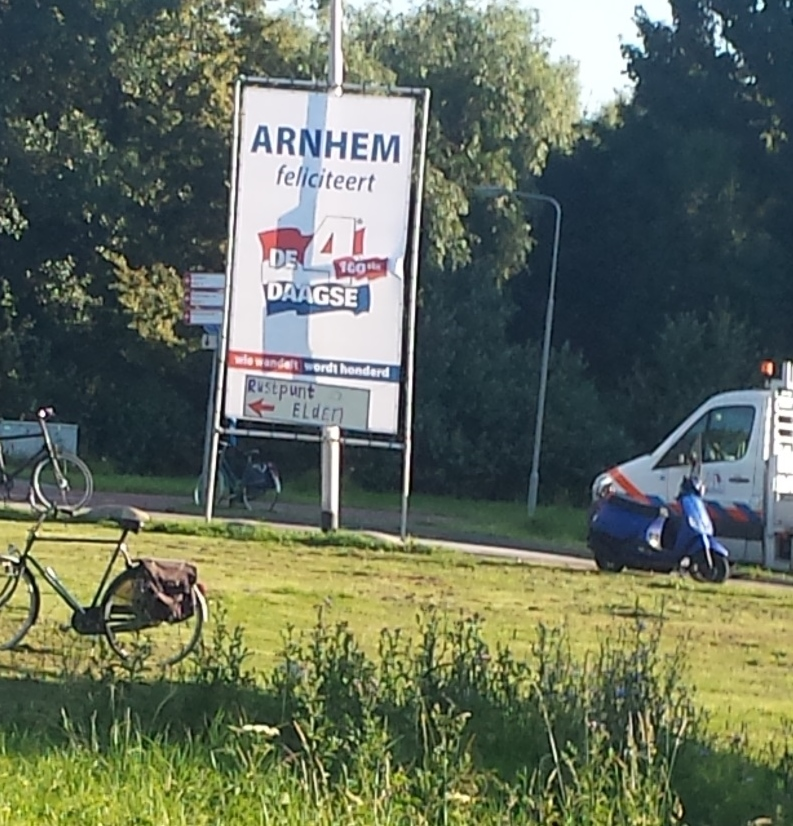
Doorloopplaats tijdens de Vierdaagse

De 50-kilometerroute op de eerste dag van de Nijmeegse Vierdaagse loopt door Elden. Elden kent verschillende verenigingen: 
- Carnavalsvereniging De Meulewiekers Elden
- Carnavalsvereniging De Marskoppen Arnhem
- Dorpsvereniging Elden
- Hengelsportvereniging Elden (HSV Elden)
- Historische Kring Elden (HKE)
- Muziekvereniging Crescendo
- Tennisvereniging Elden (TV Elden)
- Voetbalvereniging Eldenia
- Volkstuinvereniging "Elden"
- Wielerclub "Niet te hert" Elden

## Bereikbaarheid
Aan de oostzijde van Elden ligt de A325 waardoor het dorp met de naburige wijk Kronenburg aansluiting heeft op de provinciale autosnelweg. Autoverkeer komt ook het dorp binnen via de Burgemeester Matsersingel en de Batavierenweg.
Door middel van streekbuslijn 14 is Elden verbonden met zowel het centrum van de stad Arnhem (Arnhem Centraal) als Nijmegen (Nijmegen Centraal).

## Bekende Eldenaren
- Willem Roodbeen (1762-1823), enige burgemeester van Elden
- Jan Joseph Godfried van Voorst tot Voorst (1846-1931), voormalig voorzitter Eerste Kamer
- Mgr. prof. dr. Johannes Hendrikus Everardus Hoogveld (1878-1942), hoogleraar en medeoprichter van de Katholieke Universiteit Nijmegen
- Wies Stael-Merkx (1926-2012), katholiek kerkactiviste
- Jan Veenstra (1942-2023), voetballer
- Willie Veenstra (1947-2024), voetballer
- Bram van Kerkhof (1948), voetballer
- Leo Peelen (1968-2017), wielrenner, zilverenmedaillewinnaar Olympische Spelen 1988
- Kenny van Hummel (1982), wielrenner